# Vladimir Akopjan
Vladimir Akopjan též Hakobjan (arménsky Վլադիմիր Հակոբյան;* 7. prosince 1971) je arménský šachový velmistr. V říjnu 2015 má 2648 elo FIDE.
Prošel šachovou školou Botvinnika-Kasparova. Ve 14 letech zvítězil na mistrovství světa do 16 let. V 16 letech zvítězil na mistrovství světa do 18 let.

## Zápasy o mistra světa
V roce 1999 se zúčastnil mistrovství světa FIDE v Las Vegas, kde se probojoval až do finále. Porazil zde Jevgenije Barejeva (2,5:1,5), Kirila Georgijeva (2,5:1,5), ve čtvrtfinále Sergeje Movsesjana (2,5:1,5) a v semifinále Michaela Adamse (2,5:0,5). Ve finále, ze kterého vzešel tehdejší mistr světa FIDE, podlehl Alexandru Chalifmanovi (2,5:3,5).

## Výpis největších úspěchů
- 2011: s mužstvem Arménie zvítězil na týmovém Mistrovství světa v Ning-po
- 2008: s mužstvem Arménie zvítězil na 38.olympiádě v Drážďanech
- 2007: 1. Gibraltar Gibtelecom Masters
- 2007: 3. Karlovy Vary [1]
- 2006: s mužstvem Arménie zvítězil na 37.olympiádě v Turíně
- 1999: finále mistrovství světa FIDE
- 1999: 1.-2. Dubaj (open)
- 1992: zisk ELA nad 2600
- 1991: 1.-2. Nikšić, kde získal titul velmistra
- 1989: mistr světa do 18 let
- 1986: mistr světa do 16 let